# 何胜宝
何胜宝（1967年—），内蒙古鄂伦春旗人，鄂伦春族，中华人民共和国政治人物、第十二届全国人民代表大会内蒙古地区代表。
毕业于内蒙古自治区呼伦贝尔管理干部学院乡镇企业管理专业，加入中国共产党。2013年，被选为全国人大代表。